# Université des beaux-arts de Kanazawa
L'université des beaux-arts de Kanazawa (金沢美術工芸大学, Kanazawa Bijutsu Kōgei Daigaku, littéralement « Université d'art et de dessin industriel de Kanazawa ») se trouve à Kanazawa dans la préfecture d'Ishikawa, au Japon. Elle est fondée en 1946 par le gouvernement municipal à la suite de la Seconde Guerre mondiale. Le programme d'études supérieures est inauguré en 1979.

## Anciens élèves
- Hiromasa Yonebayashi - directeur d'animation pour le Studio Ghibli
- Shigeru Miyamoto -  designer de jeu vidéo  pour Nintendo
- Naohisa Inoue - peintre
- Kazuyoshi Hayagawa - publicité télévisée réalisateur
- Mamoru Hosoda - directeur d'animation
- Kinuko Y. Craft (Kinuko Yamabe) - peintre - illustrateur

## Référence
- (en) Cet article est partiellement ou en totalité issu de l’article de Wikipédia en anglais intitulé « Kanazawa College of Art » (voir la liste des auteurs).